# Cimetière d'Altona

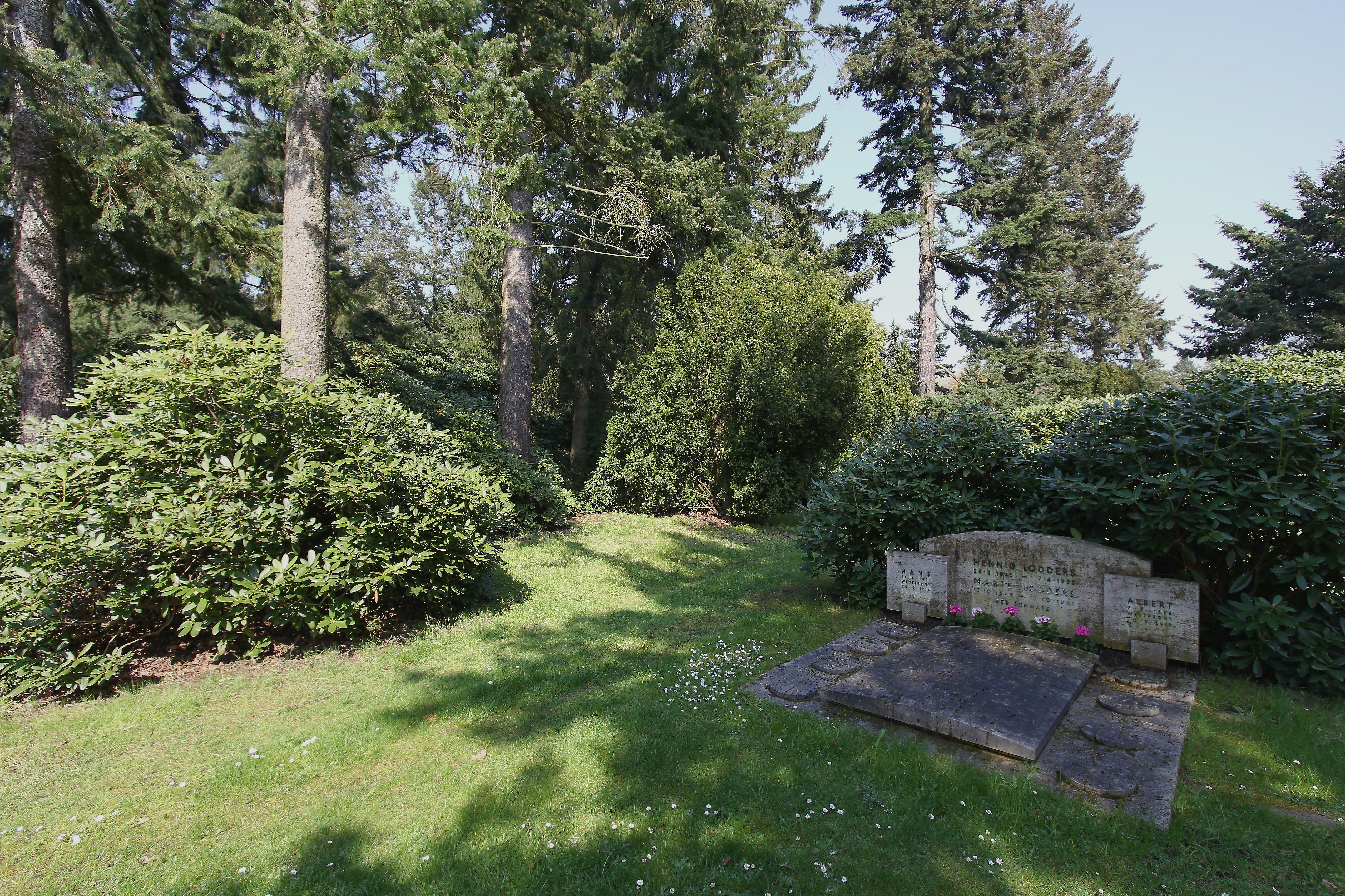
Tombe dans la partie du cimetière.

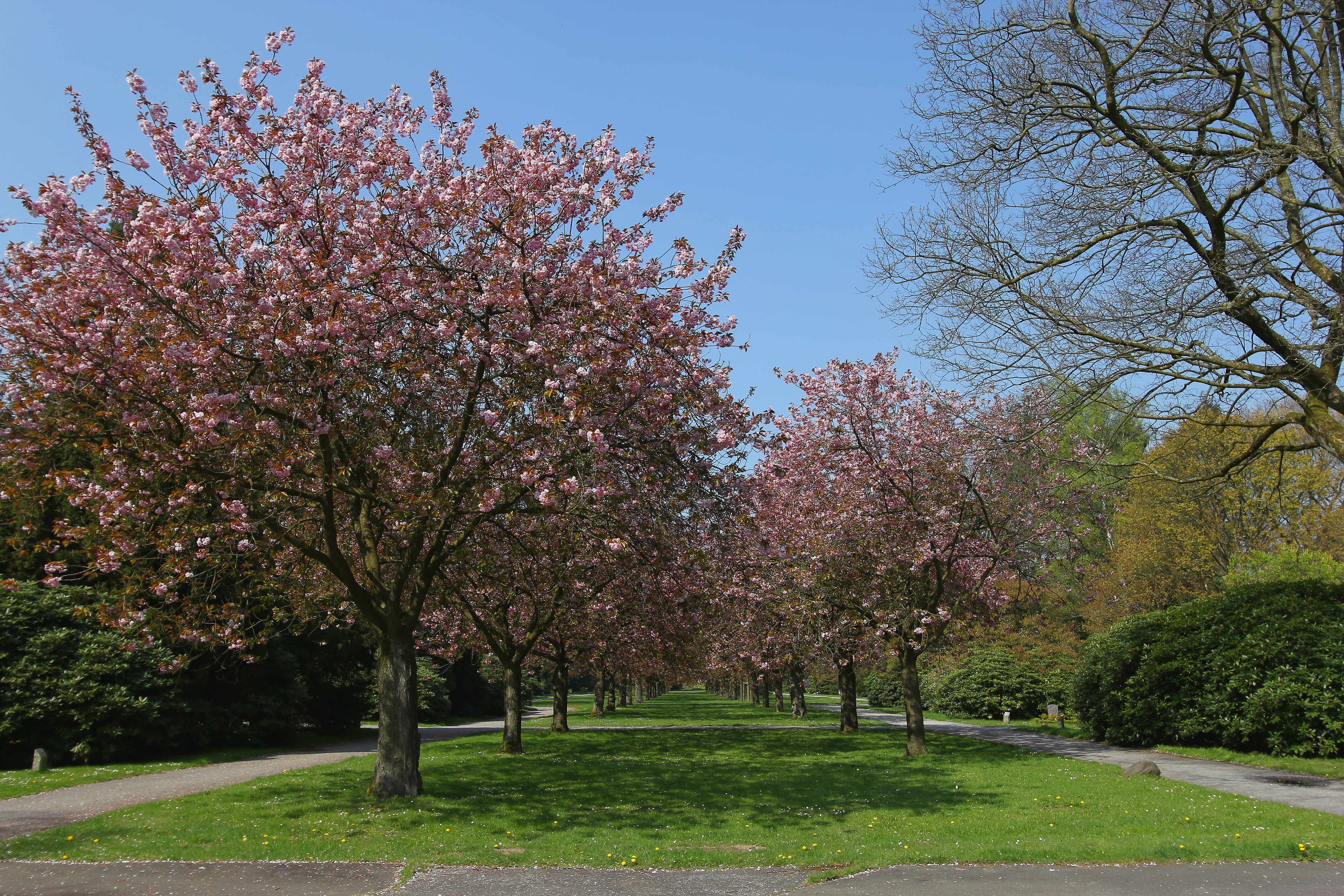
Allées principale avec des amandiers en fleurs.

Le cimetière d'Altona (allemand : Hauptfriedhof ou Friedhof Altona) est un cimetière situé dans la ville de Hambourg en Allemagne au n° 5 de la  Stadiongasse, à Bahrenfeld, quartier d'Altona, au nord-ouest de la ville. Il s'étend sur 63 hectares, ce qui en fait le quatrième par ordre de grandeur de Hambourg et de la métropole. C'est un site protégé depuis la révision en 2013 de la loi de protection des monuments de Hambourg (Hamburger Denkmalschutzgesetz) .

## Histoire
Le cimetière d'Altona est planifié en 1913 par Ferdinand Tutenberg, directeur des jardins du district d'Altona. Il est prévu pour remplacer le petit cimetière autour de l'église d'Altona et d'offrir un parc dans le cadre du plan d'urbanisme. La construction commence au printemps 1920; la première inhumation a lieu le 2 octobre 1923, avant l'inauguration officielle du 1er novembre 1923. Le discours est prononcé par le maire d'Altona, Bernhard Schnackenburg, trois mois avant qu'il ne meure du typhus.
Le plan de Tutenberg est basé sur le concept de « paysage architectonique » rendant possible une sépulture digne, même pour les moins aisés. Tutenberg écrit en 1928 pour expliquer ses intentions : « Tout visiteur des défunts n'aura pas la vue de rangées de tombes s'étendant à perte de vue, mais sur de petits espaces de jardins...lui donnant ainsi la possibilité d'une composition intime. ». Ainsi un réseau géométrique d'allées est dessiné avec un axe central formé par l'allée principale, se terminant par un monument aux morts de la Seconde Guerre mondiale. À l'ouest de cet axe, les aires de parc et de bois alternent et à l'est s'étend une zone pour les urnes funéraires en cercles concentriques.
La plupart des tombes sont marquées par une stèle, pour donner de l'homogénéité à l'ensemble. Dans la partie boisée cependant il y a quelques sépultures élaborées avec une croix ou un mur ouvragés. Le site possède une chapelle et deux serres pour le jardinier. La chapelle est agrandie par Gustav Oelsner en 1926-1927 par l'addition d'une arcade rectangulaire. Un four crématoire avait été prévu, mais n'a jamais été construit.
En 2012, il y avait déjà plus de 100 000 inhumations au cimetière.

### Tombes de guerre
Le cimetière compte 1 856 tombes de la Seconde Guerre mondiale, la plupart victimes civiles des bombardements alliés sur Hambourg, et des tombes de soldats. Cette section a été arrangée dans les années 1960 sous une haute croix, réunissant désormais la plupart des tombes de victimes ayant été creusées à la hâte pendant la guerre ; les tombes des soldats sont juste à côté. Les tombes civiles portent une croix dressée ou couchée, celles des militaires une croix de fer avec juste le nom du défunt, sans décoration ni date.

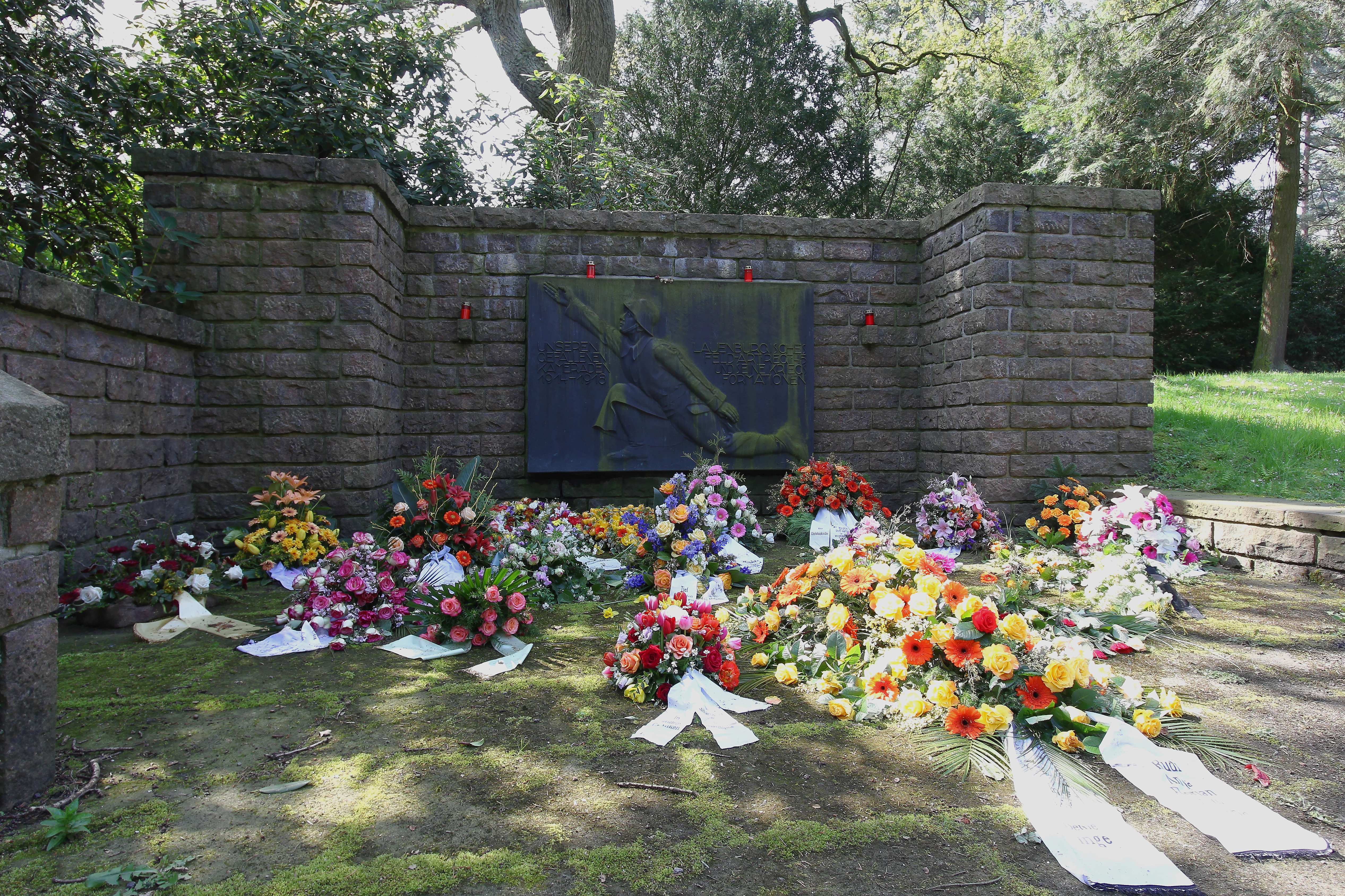
Monument aux morts du Lauenburgische Feld-Artillerie Regiment 45.

Il existe aussi un monument aux morts de la Première Guerre mondiale, avec une statue de soldat assis, ainsi qu'un monument aux morts pour les soldats morts de 1914-1918 du Lauenburgische Feld-Artillerie Regiment 45, par Ludwig Kunstmann.

### Personnalités
- Max Brauer (1887 - 1973), maire d'Altona
- Ernst Budzinski (1888 - 1951), acteur
- Adolf Jäger (1889 - 1944), footballeur
- Peter Rühmkorf (1929 - 2008), poète
- Bernhard Schnackenburg (1867 - 1924), maire d'Altona
- Herbert Tobias (1924 - 1982), photographe
- Ferdinand Tutenberg (1874 - 1956), architecte du cimetière

## Avenir
Le cimetière a toujours  été géré par le district d'Altona. L'intégration à l'administration centrale des cimetières de Hambourg est en discussion contre l'avis des habitants d'Altona,

## Photographies

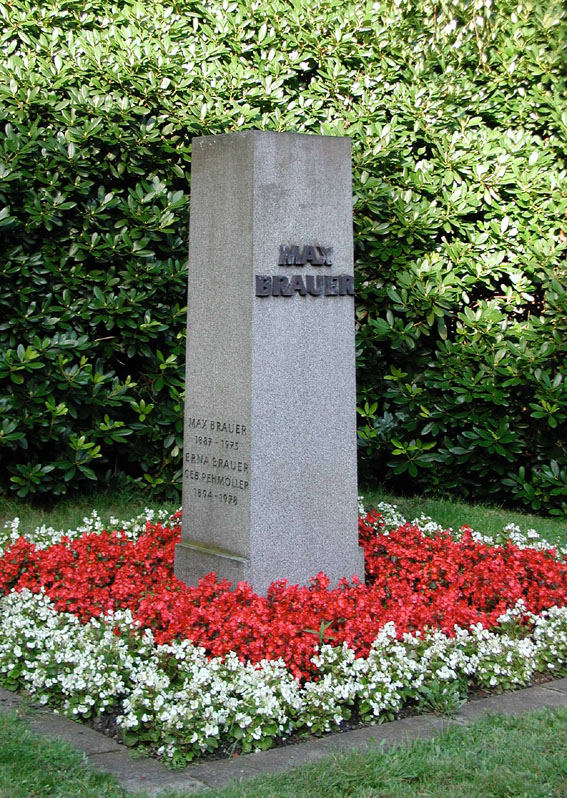
Tombe de Max Brauer avec une stèle typique.
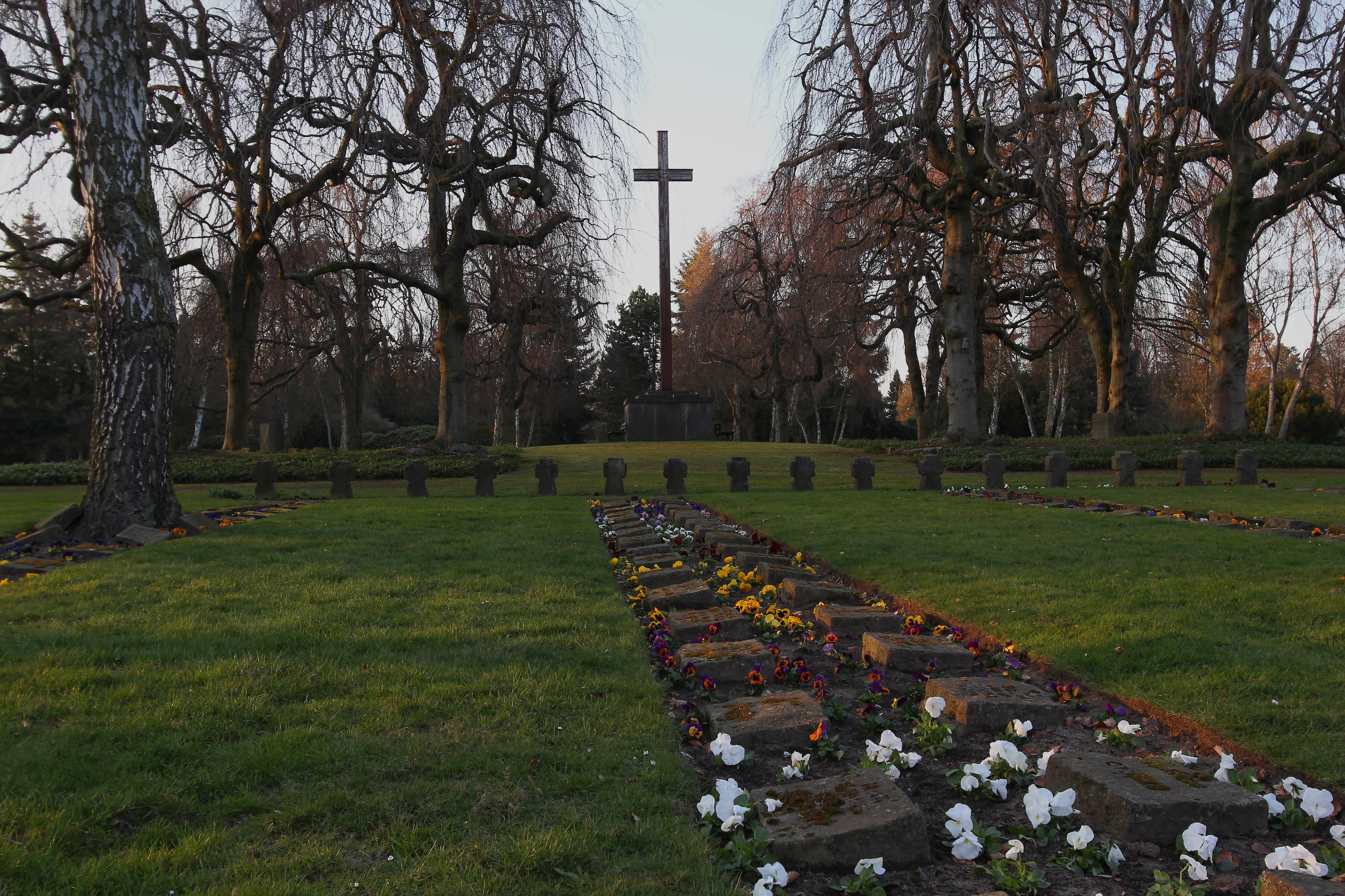
Monument aux morts.
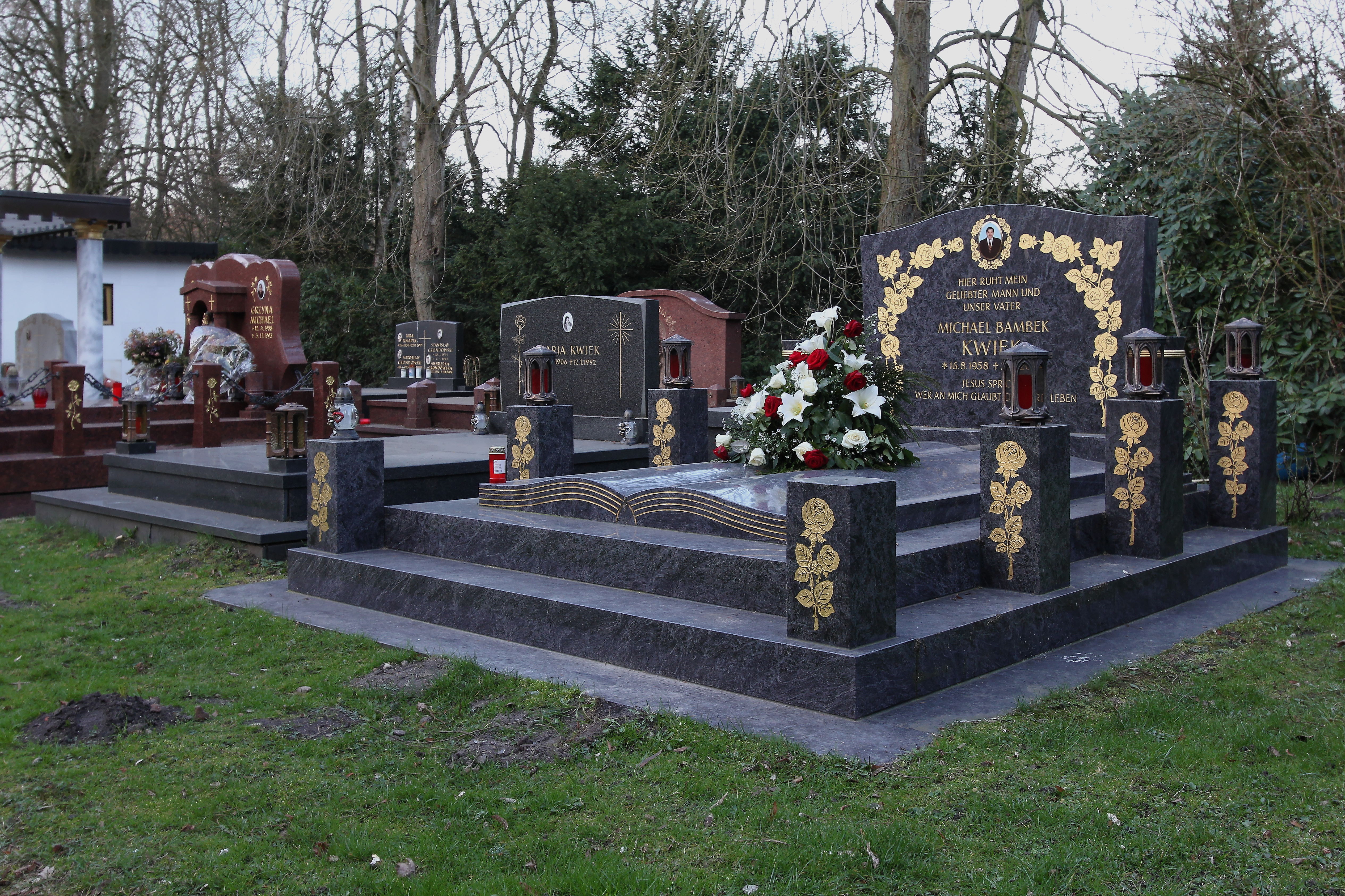
Tombes de Roms.